# Idealizm prawniczy
Idealizm prawniczy - kierunek w filozofii prawa. Dowodził konieczności tworzenia prawa w z góry zaplanowanych celach społecznych. W amerykańskim kierunku teorii prawa wysunięto postulat wymogu badania i ustalania interesów, celów i wartości. Ów kierunek określany jest jako "socjologiczna jurysprudencja", inaczej "kierunek interesu społecznego". Przedstawiciele tego kierunku to J. R. Commos, C. K. Reldiez, F.S.Cohen i E. W. Patterson.